# Strossmayeria confluens
Strossmayeria confluens är en svampart som först beskrevs av Seaver & Waterston, och fick sitt nu gällande namn av Iturr. & Korf 1990. Strossmayeria confluens ingår i släktet Strossmayeria och familjen Helotiaceae.   Inga underarter finns listade i Catalogue of Life.